# Kantemir Balágov
Kantemir Artúrovich Balágov (en ruso: Кантеми́р Арту́рович Бала́гов; nacido el 28 de julio de 1991, Nálchik, República Autónoma Socialista Soviética de Kabardia-Balkaria, RSFS de Rusia, URSS) es un director de cine, guionista y director de fotografía ruso.

## Biografía
Kantemir nació en la actual localidad rusa Nálchik el 28 de julio de 1991, en el seno de una familia sin relaciones con el cine. Su madre es una profesora de química y biología y su padre es un empresario local.
Desde su infancia, Balágov siempre vio muchas películas. A los 18 años empezó a crear sus propios vídeos. Fue entonces cuando, junto con sus amigos, en Nálchik, rodó una serie web consistente en varios episodios cuya duración individual rondaba los 10 minutos. Originalmente, no tenía la intención de seguir una carrera como cineasta. De hecho, ya había empezado a estudiar un grado en Economía en la ciudad de Stávropol, cuando a los 23 años decidió abandonar los estudios y solicitar una plaza en el taller de cine de la Universidad de Kabardino-Balkaria dirigido por Aleksandr Sokúrov, de vuelta en Nálchik. Balágov no pudo matricularse dentro de plazo, por lo que no pudo optar a una plaza como estudiante de primer año, pero aun así escribió a Aleksandr Sokúrov, pidiéndole que considerara su solicitud. Finalmente se le otorgó una plaza, pero como estudiante de tercer año. Como resultado, se graduó en la Universidad Kabardino-Balkar.
Durante su etapa como estudiante, dirigió tres cortometrajes, incluyendo el documental Andriuja (2013), Demasiado joven (2013), su pieza de graduación, y Yo, primero (2014). Algunos de ellos se proyectaron en la 67.ª del Festival Internacional de Cine de Locarno.
En 2017, Balágov dirigió su primer largometraje, Demasiado cerca (Tesnotá), que figuró en el programa de la sección Un Certain Regard en el Festival de Cannes, donde recibió el premio FIPRESCI de la crítica internacional. También en 2017, el filme fue galardonado con el premio GQ Rusia en la categoría de Descubrimiento del año. 
En 2019, Balágov recibió nuevamente el premio FIPRESCI, así como el premio a Mejor Director, por su segundo largometraje, Una gran mujer (Dylda), que también se presentó en la sección Un Certain Regard del Festival de Cannes.

## Carrera cinematográfica

### Demasiado cerca(2017)
Con 26 años Balágov firmaba su debut cinematográfico de título Demasiado cerca (Tesnotá). El filme ubica al espectador en el año 1998, en la localidad de Nálchik, y gira en torno a Ilana (Daria Zhóvner), una joven judía de 24 años, y su familia, que repentinamente son golpeadas por la noticia del secuestro del hermano menor y de su prometida, a las puertas de su boda. El precio del rescate es muy elevado y la familia no puede permitírselo. La comunidad judía, en un intento de reunir la cantidad exigida, se halla falta de recursos. Pero necesitan ese dinero, y pronto; tendrán que buscar alguna manera de conseguirlo.
Alrededor de esta premisa se construye esta ópera prima que, al mismo tiempo que causó sensación, desató polémica. Y es que "Balágov utiliza el secuestro para construir un retrato histórico, social y personal de uno de los episodios más oscuros de la convulsa Europa del Este, con la guerra de telón de fondo", la guerra de Chechenia. Pero la polémica no surge de ahí, sino de una escena en particular: una en la que se muestra a un grupo de chicos borrachos en un bar mientras ven un vídeo consistente en metraje real tomado durante la masacre de Daguestán que tuvo lugar en 1999, en el que se muestra a un grupo de chechenos torturar y degollar a un grupo de soldados rusos, material que terminó por circular sin ningún tipo de control por la red. Esta escena servía al propósito que Balágov planteó en una de sus entrevistas: "Quería una historia que tuviera lugar en los años de la guerra de Chechenia, que reflejara las incertidumbres que generó la desintegración de la URSS, y la tensión étnica de esta zona en concreto".
El título Demasiado cerca, de entrada, ya alude a un rasgo transversal de la cinta: la cámara está cerca, muy cerca de los personajes y de la acción. Una puesta en escena claustrofóbica, sensación a la que contribuye la relación de aspecto 4:3 a cargo del director de fotografía Artiom Yemelyánov, quien además sostiene la cámara en mano, lo que impregna a la imagen de una inmediatez e inestabilidad, que también se traslada al relato, y se intensifica por la arriesgada estética de la película, que opta por los contrastes marcados y los colores profundos, en los que parecen hundirse los personajes.
La película se halla en constante movimiento, como su protagonista, Ilana, interpretada por la joven y desconocida actriz de teatro Daria Zhóvner, que aquí encarna a una chica que no encaja con lo que se espera de ella y desafía a su familia y las reglas de la comunidad. En relación con Daria Zhóvner y al papel que interpretó, Balágov admitió que el casting no fue arbitrario, puesto que creía que ella era "la persona ideal para mostrar esa rebelión contra las viejas tradiciones machistas del Cáucaso de someter a las mujeres", al describirla como "una actriz que constantemente está en acción, pensando cosas y proyectándose hacia el futuro". Personaje, asimismo, que para Balágov representa la esperanza que siempre se asocia a las nuevas generaciones, que impulsan el cambio con su deseo de querer vivir en el presente, en lugar de en el pasado.
Y en este filme, Balágov realiza un retrato social de una comunidad aferrada al pasado y de una región que se presenta como hogar de distintos pueblos que, a pesar de haber sido igualmente castigados por la guerra, son incapaces de entenderse entre ellos ni de solidarizarse, hecho que con frecuencia se manifiesta bajo la forma de la violencia. Tensiones que también se palpan en el microcosmos familiar, demasiado rígido con las nuevas generaciones, contribuyendo así a la perpetuación de un malestar generalizado.
Es probable que el proyecto del joven director no hubiese podido adquirir esta escala sin el apoyo de su mentor y tutor Aleksandr Sokúrov, quien produjo este filme y que, según Balágov, le dejó "toda la libertad del mundo" y no se inmiscuyó en el proyecto ni impuso su mirada. Esto, reconoce Balágov, "para un director joven es una oportunidad increíble".

### Una gran mujer(2019)
Mientras que Demasiado cerca fue pasada por alto por el gran público al tratarse de la carta de presentación de un recién llegado al panorama cinematográfico internacional, Una gran mujer (Dylda) ya disfruta de un reconocimiento globalizado, probablemente debido a su más amplia distribución y difusión. A este hecho probablemente contribuya que el filme haya sido seleccionado como la entrada oficial de Rusia para competir en la sección de Mejor Película Internacional de la 92.ª edición de los Premios de la Academia, siendo además preseleccionada como una de las 10 posibles películas candidatas a ser nominadas en esta categoría.
El título de la película, Una gran mujer (en ruso: Dylda (Larguirucha); en inglés: Beanpole), hace referencia a la protagonista, Iya (Viktoria Miroshnichenko), una mujer muy alta, "larguirucha", enfermera en un hospital militar, que sufre un caso de estrés postraumático derivado de su experiencia en el frente. Es otoño, 1945, en el desolado paisaje de un  Leningrado en ruinas. Allí, Iya se encuentra con Masha (Vasilisa Perelýguina), una soldado que regresa del frente acongojada por la pérdida. Juntas, tratarán de reconstruir sus vidas.
Inspirándose ligeramente en la novela de la ganadora del Nobel Svetlana Aleksiévich, La guerra no tiene rostro de mujer (1985), "Balágov crea un mundo en el que el sufrimiento y la resistencia de las mujeres se vuelven elípticos, con proactividad y castigo a cada lado de un péndulo en constante movimiento", obligadas a admitir una victoria bélica que ha supuesto una derrota personal, tratando de sobrevivir y salir adelante pese a las adversidades y a los obstáculos impuestos.
La cámara de Balágov es cercana y se mueve compulsivamente, como la de los hermanos Dardenne o la del húngaro Lászlo Nemes. Esta cámara se adentra, junto a los personajes, en espacios claustrofóbicos, como exteriorización del aislamiento que los personajes experimentan. Espacios dominados por un rojo, un verde y un dorado que componen cuadros de gran intensidad expresiva y, que "crean una atmósfera de excepción, que no acaba por ser purificadora ni terrible sino tensa e incómoda, recordando algunas películas del realizador polaco Krzysztof Kieślowski", como ocurría en el filme La doble vida de Verónica de este último director.
Esta, además, se trata de una película que se opone al discurso histórico predominante en la Rusia de Putin, posicionándose en contra de "un oficialismo empeñado en blanquear los horrores de la Historia". Una Historia en la que las "victorias" bélicas (estandarte de la masculinidad) únicamente son victoria de unos valores que tan solo conllevan a la derrota. Derrota de un pueblo que experimentará secuelas incurables, que tratará de negar o justificar indebidamente.
No extraña que Una gran mujer fuese producida por Alexander Rodnyansky, el productor detrás de otras obras profundamente críticas con el "nacionalismo atroz" presente en Rusia y del que habla Balágov, como Elena (2011), Leviatán (2014) y Sin amor (2017), todas ellas dirigidas por el aclamado cineasta ruso Andréi Zviáguintsev.

## Filmografía
| Año  | Título                    | Director | Guionista |
| ---- | ------------------------- | -------- | --------- |
| 2017 | Demasiado cerca (Tesnotá) | Sí       | Sí        |
| 2019 | Una gran mujer (Beanpole) | Sí       | Sí        |

## Premios y distinciones
Festival Internacional de Cine de Cannes
| Año  | Categoría                                  | Película   | Resultado |
| ---- | ------------------------------------------ | ---------- | --------- |
| 2019 | Premio al mejor director Un Certain Regard | Beanpole   | Ganador   |
| 2019 | Premios FIPRESCI                           | 'Beanpole' | Ganador   |